# Diagnose
At stille en diagnose består i at bestemme en sygdoms eller et handicaps art. Ordet diagnose stammer fra græsk. Dia betyder gennem, og gnosis betyder kundskab. Diagnostik sker på baggrund af de kliniske tegn, som lægen selv observerer, og de symptomer, som patienten/klienten beskriver. Hertil kommer diagnostiske undersøgelser og analyser, som anvendes til at udelukke diagnoser (differentialdiagnostik) og underbygge diagnosen.
En sygdom eller et handicap vil være karakteriseret ved en række kliniske tegn og symptomer, som skal være tilstede, for at en diagnose kan stilles. Sygdomme og handicap kan defineres enten på baggrund af den underliggende mekanisme - den årsag, der frembringer tilstanden - eller, hvis ikke denne er kendt, på baggrund af kliniske tegn og symptomer.
Siden Hippocrates har læger samlet erfaring om kendetegn på sygdomme og handicap, deres varighed og mulige forløb, og ud fra disse defineret diagnoser. Først i nyere tid har man for de fleste tilstandes vedkommende kunnet begynde at definere sygdomme og handicap ud fra deres biologiske/patologiske årsager (ætiologi).

## Hvem må stille en diagnose
At stille en diagnose forudsætter relevant, akademisk, sundhedsfaglig sagkundskab. Derfor er det traditionelt kun læger, der kan stille diagnoser, om end psykiatriske diagnoser også kan stilles af psykologer med gennemført specialistuddannelse (nogle gange betegnet specialpsykologer eller specialistpsykologer) i et af de kliniske specialer. Disse specialer omfatter f.eks. børnepsykologi, børnepsykiatri og psykoterapi - men således netop ikke f.eks. pædagogisk psykologi ("skolepsykologi") og organisationspsykologi.
Tilsvarende er det også kun læger og psykologer med klinisk specialistuddannelse, der kan ændre eller borttage diagnoser. Andre faggrupper - som f.eks. socialrådgivere, skoleledere og (skole)psykologer uden klinisk specialistuddannelse - er ikke berettigede til hverken at stille, ændre eller borttage diagnoser. Såfremt man uden adkomst alligevel gør dette som offentligt ansat myndighedsperson, kan man retsforfølges efter Straffelovens §146, som hjemler op til 6 års fængsel.